# Ana García-Siñeriz
Ana María Aurora García-Siñeriz Alonso (née le 26 juillet 1965 à Oviedo en Asturies) est une présentatrice espagnole.

## Biographie
Elle a une deuxième licence de journalisme et un master à la Radio Nacional de España et à l'Université Complutense de Madrid. 
Elle a travaillé dans les programmes Lo + plus et Magacine dans le Canal+ espagnol. Elle est actuellement la présentatrice de Channel nº 4 au côté de Boris Izaguirre. 
Elle a deux enfants : Mateo (né en 1998) et Chloe (née en 2000).

## Carrière à la télévision
- "Channel nº 4" (2005-2008) avec Boris Izaguirre (Cuatro)
- "Lo + plus" (1995-2005) (Canal+)
- "Magacine" (2005) (Canal+)
- "Primer plano" (1993-1994) (Canal+)
- "Hablando claro" (1988-1989) (TVE)